# Нюнхріц
Нюнхріц (нім. Nünchritz) — громада в Німеччині, розташована в землі Саксонія. Входить до складу району Майсен. Центр об'єднання громад Нюнхріц.
Площа — 31,11 км2. Населення становить 5483 ос. (станом на 31 грудня 2020).